# Jacobine Ring
Jacobine Ring, född 1862, död 1912, var en svensk journalist. Hon räknas som en av Sveriges första kvinnliga kritiker.
Hon var född i Danmark och gifte sig 1888 med den svenska redaktören Herman Ring. 
Hon publicerade kulturartiklar i olika svenska tidningar, bland dem Nya Dagligt Allehanda och Stockholmstidningen. Hon var redaktör och ansvarig utgivare för Svenska Familj-Journalen Svea 1894-1897, och sedan fast anställd som kulturskribent på Nya Dagligt Allehanda. Tillsammans med Maria Rieck-Müller startade hon kulturtidskriften Nordan, Illustrerad tidskrift berörande Norrland, som dock lades ned efter sex nummer. Hon skrev under flera pseudonymer, bland vilka den mest kända var ”Jacqueline”, och var en känd person vid sekelskiftet 1900. Konstkritiker var ett journalistyrke som växte fram just i slutet av 1800-talet i Sverige: hon var en av omkring 50 konstkritiker verksamma i Sverige under 1890-talet, och en av bara tre kvinnor vid sidan av Ellen Key och Anna Branting. 